# Volta a Llombardia 2004
La 98a edició de la Volta a Llombardia es disputà el 16 d'octubre de 2004. L'italià Damiano Cunego en fou el vencedor.

## Classificació General
|    | Ciclista          | Equip                     | Temps      |
| -- | ----------------- | ------------------------- | ---------- |
| 1  | Damiano Cunego    | Saeco                     | 6h 17' 55" |
| 2  | Michael Boogerd   | Rabobank                  | m. t.      |
| 3  | Ivan Basso        | Team CSC                  | m. t.      |
| 4  | Cadel Evans       | T-Mobile Team             | m. t.      |
| 5  | Daniele Nardello  | T-Mobile Team             | + 2"       |
| 6  | Marzio Bruseghin  | Fassa Bortolo             | + 17"      |
| 7  | Eddy Mazzoleni    | Saeco                     | m. t.      |
| 8  | Dario Frigo       | Fassa Bortolo             | m. t.      |
| 9  | Franco Pellizotti | Alessio-Bianchi           | m. t.      |
| 10 | Luca Mazzanti     | Ceramiche Panaria-Margres | m. t.      |